# 奥托·瓦勒
奥托·瓦勒（德語：Otto Wahle，1879年11月5日—1963年8月11日），奥地利、美国男子游泳运动员。他曾代表奥地利参加1900年和1904年夏季奥林匹克运动会游泳比赛，获得一枚银牌和一枚铜牌。